# 안정언
안정언(1942년~)은 대한민국의 디자이너·숙명여자대학교 명예교수이다.

## 약력
- 1969년 서울대학교 미술대학 응용미술학과 졸업
- 1987년 서울올림픽조직위원회 디자인 전문위원 역임
- 1992년 대전국제무역박람회(EXPO ‘93) 조직위원회
- 2008년 서울시 한강르네상스프로젝트 MP위원 역임
- 2009년 동남상권개발프로젝트 MP위원 역임(SH공사)
- 2010년 자전거길 조성프로젝트 MP위원 역임(행정안전부)

## 수상
- 1972년 대한민국 산업디자인전 국회의장상 수상
- 1974년 대한민국 산업디자인전 한국디자인포장센터 이사장상 수상
- 1981년 한국 어린이 도서상(일러스트레이션부문 본상)수상 (한국출판문화협회)
- 1993년 동탑산업훈장 수훈
- 1999년 가톨릭미술상 수상
- 2015년 제4대 디자이너 명예의 전당 헌액

## CI / BI 연구실적
- 1982년 정보통신부-우정사업부
- 1990년 명동성당
- 1992년 새마을금고연합회
- 1992년 주식회사 에넥스
- 1992 – 2009년 예술의전당
- 1993년 주식회사 바른손
- 1993년 제일은행
- 1993년 경방필백화점
- 1995년 한국보안공사
- 1996년 경남은행
- 1997년 인천국제공항
- 1998년 서울대학병원
- 1999년 한국산업안전공단
- 2000년 대한주택보증
- 2000년 제주컨벤션센터
- 2001년 삼청각 문화시설
- 2001년 천주교 광주대교구
- 2001년 이롬라이프
- 2003년 KORAIL
- 2005년 김해문화의 전당
- 2005년 ㈜티켓링크
- 2008년 동남상권-GARDEN5
- 2009년 ㈜현대시트
- 2011년 우향후 CI 및 BI